# Гаврил Балинт
Гаврил Пеле „Габи“ Балинт (на румънски: Gavrilă Pele «Gabi» Balint) е румънски футболист. Роден на 3 януари 1963 година в Съднджорз Бай, окръг Бистрица-Нъсъуд в Трансилвания. Сега работи като коментатор в румънска телевизия .

## Клубна кариера
В качеството си на играч на известния румънски клуб „Стяуа“ и испанския „Реал (Бургос)“, играе в 34 мача за Румъния. Тренерската си кариера започва в средата на 90-те години на ХХ век, като работи като помощник треньор на Румъния, тренира националния отобр на Молдова по футбол.

## Кариера-статистика
- Дивизя А: 264 мача, 70 гола
- Примера Дивисион: 83 мача, 28 гола
- Купа на европейските шампиони: 30 мача, 6 гола
- Купа на носителите на купи: 2 мача, 0 гола
- Румъния: 34 мача, 14 гола

## Успехи
като футболист:
- Стяуа (Букурещ):
  - Дивизя А::
    - Шампион (5): 1985, 1986, 1987, 1988, 1989

  - Купа на Румъния:
    - Носител (4): 1985, 1987, 1988, 1989

  - Купа на европейските шампиони::
    - Носител (1): упа на европейските шампиони 1985/86
    - Финалист (1): упа на европейските шампиони 1988/89

  - Суперкупа на УЕФА::
    - Носител (1): 1986

  - Междуконтинентална купа::
    - Финалист (1): 1986

- Младежки национален отбор на Румъния
  - Световно първенство по футбол за младежи:
    - Бронзов медалист (1): 1981

като треньор:
- Шериф (Тираспол)
  - Национална дивизия на Молдова:
    - Шампион (1): 2003

  - Суперкупа на Молдова::
    - Носител (1): 2003

  - Купа на общността:
    - Носител (1): 2003